# Туркоая
Туркоая (рум. Turcoaia) — комуна у повіті Тулча в Румунії. До складу комуни входить єдине село Туркоая.
Комуна розташована на відстані 180 км на північний схід від Бухареста, 49 км на захід від Тулчі, 109 км на північ від Констанци, 37 км на південь від Галаца.

## Населення
За даними перепису населення 2002 року у комуні проживали 3695 осіб.
Національний склад населення комуни:
| Національність   | Кількість осіб | Відсоток |
| ---------------- | -------------- | -------- |
| румуни           | 3685           | 99,7%    |
| цигани           | 4              | 0,1%     |
| росіяни-липовани | 4              | 0,1%     |
| угорці           | 1              | < 0,1%   |
| італійці         | 1              | < 0,1%   |

Рідною мовою назвали:
| Мова      | Кількість осіб | Відсоток |
| --------- | -------------- | -------- |
| румунська | 3687           | 99,8%    |
| циганська | 4              | 0,1%     |
| російська | 3              | 0,1%     |
| угорська  | 1              | < 0,1%   |

Склад населення комуни за віросповіданням:
| Релігія        | Кількість осіб | Відсоток |
| -------------- | -------------- | -------- |
| православні    | 3684           | 99,7%    |
| п'ятдесятники  | 5              | 0,1%     |
| адвентисти     | 2              | 0,1%     |
| римо-католики  | 1              | < 0,1%   |
| греко-католики | 1              | < 0,1%   |
| баптисти       | 1              | < 0,1%   |
| лютерани       | 1              | < 0,1%   |

## Зовнішні посилання
- Дані про комуну Туркоая на сайті Ghidul Primăriilor